# 小行星2811
小行星2811（2811 Stremchovi）是一颗围绕太阳公转的小行星。1980年5月10日，安東寧·姆爾科斯在克萊季发现了此天体。
該小行星以捷克的村莊斯特熱姆霍維命名。
这颗小行星的绝对星等为107.5273370985352等。